# Trimethylaminoxid
V posledních několika letech přitahuje stále větší pozornost odborné veřejnosti sloučenina trimethylaminoxid, zkráceně TMAO. Tato látka se totiž vyskytuje ve zvýšené míře v krvi osob trpících kardiovaskulárními onemocněními (jako je infarkt nebo mozková mrtvice), dále poruchami ledvin, cukrovkou a také některými typy rakoviny. V současné době není zatím známo, zda TMAO přispívá ke vzniku a rozvoji těchto nemocí či je pouze doprovází. Jeho zvýšená koncentrace v krvi se však považuje za jejich rizikový faktor.
Zhodnocení vztahu mezi uvedenými onemocněními a hladinou TMAO v krvi komplikuje hned několik faktorů, které mají vliv na jeho hladinu. Patří mezi ně složení stravy (příjem TMAO), složení střevního mikrobiomu a funkce některých enzymů v játrech (tvorba TMAO v organismu) a funkce ledvin (vylučování TMAO). Ovlivňováním těchto konkrétních faktorů by bylo tedy možné měnit hladinu TMAO v krvi a teoreticky je využít i v terapii těchto onemocnění.
Nejpřirozenější způsob, jak upravit krevní hladinu TMAO, je skrze stravu, kterou se trimethylaminoxid do našeho organismu dostává. Hlavním zdrojem již hotového TMAO jsou ryby, u kterých je původcem jejich typického zápachu. Většinu TMAO však lidé získávají z potravin obsahujících látky, ze kterých si jej sami dokáží vytvořit. Patří mezi ně např. červené maso nebo vejce. Tvorba TMAO z těchto látek probíhá ve dvou na sebe navazujících krocích, kterých se účastní právě již výše zmíněné střevní bakterie a následně játra. Změna složení těchto bakterií i změna aktivity enzymu FMO3, který v játrech zajišťuje vznik TMAO ovlivňuje jeho konečnou produkci v lidském organismu.
TMAO i látky, z nichž vzniká, mají pro náš organismus ale i mnoho pozitivních účinků a není proto vhodné je z našeho jídelníčku zcela vyloučit. Dalším faktorem zvyšujícím množství TMAO v krvi je navíc zřejmě i strava bohatá na tuky. Vhodným řešením se proto zdá stravovat se podle základních pravidel správné stravy. To znamená také omezit konzumaci potravin a pokrmů obsahujících nadbytečné množství energie a tuku, které jsou častokrát bohatými zdroji látek, z nichž TMAO v organismu vzniká.